# BinckBank Tour 2020
El BinckBank Tour 2020, 16a edició del BinckBank Tour, és una competició ciclista que es desenvoluparà entre el 29 de setembre i el 3 d'octubre de 2020. Es desenvolupa sobre un recorregut de 689,2 km, repartits entre 5 etapes. La prova formava part de l'UCI World Tour 2020.
El vencedor final fou el neerlandès Mathieu van der Poel (Alpecin-Fenix), que s'imposà per tan sols 8 segons al danès Søren Kragh Andersen (Team Sunweb). Completà el podi el suís Stefan Küng (Groupama-FDJ).

## Equips participants
En la cursa hi van prendre part els 19 equips UCI WorldTeams més cinc equips de categoria UCI ProTeam.:
| WorldTeams (19)- Jumbo-Visma - CCC Team - Deceuninck-Quick Step - AG2R La Mondiale - Bora-Hansgrohe - Lotto Soudal - Astana - Israel Start-Up Nation - EF Pro Cycling - UAE Team Emirates - Bahrain McLaren - Cofidis - Groupama-FDJ - Mitchelton-Scott - NTT Pro Cycling - Ineos Grenadiers - Team Sunweb - Movistar Team - Trek-Segafredo ProTeams (5)- Alpecin-Fenix - Total Direct Énergie - Circus-Wanty Gobert - Sport Vlaanderen-Baloise - Bingoal-Wallonie Bruxelles |
| |

## Etapes
| Etapa    | Data      | Ciutats d'etapa                             | type                      | Distància (km) | Vencedor de l'etapa  | Líder de la general  |
| -------- | --------- | ------------------------------------------- | ------------------------- | -------------- | -------------------- | -------------------- |
| 1a etapa | 29 de set | Blankenberge – Ardooie                      | etapa plana               | 132,1          | Jasper Philipsen     | Jasper Philipsen     |
| 2a etapa | 30 de set | Vlissingen – Vlissingen                     | contrarellotge individual | 11             | etapa cancel·lada    | Jasper Philipsen     |
| 3a etapa | 1 de oct  | Aalter – Aalter                             | etapa plana               | 157            | Mads Pedersen        | Mads Pedersen        |
| 4a etapa | 2 de oct  | Riemst – Riemst                             | contrarellotge individual | 8,14           | Søren Kragh Andersen | Mads Pedersen        |
| 5a etapa | 3 de oct  | Ottignies-Louvain-la-Neuve – Geraardsbergen | etapa accidentada         | 185            | Mathieu van der Poel | Mathieu van der Poel |

### Etapa 1
| \| Classificació de l'etapa \| Classificació de l'etapa \| Classificació de l'etapa \| Classificació de l'etapa \| Classificació de l'etapa \| \| Corredor \| Corredor \| Equip \| Temps \| \| \| ------------------------ \| ------------------------ \| ------------------------ \| ------------------------ \| ------------------------ \| \| 1r \| Jasper Philipsen \| UAE Team Emirates \| 2h 59' 26" \| \| \| 2n \| Mads Pedersen \| Trek-Segafredo \| + 0" \| \| \| 3r \| Pascal Ackermann \| Bora-Hansgrohe \| + 0" \| \| \| 4t \| Danny van Poppel \| Circus-Wanty Gobert \| + 0" \| \| \| 5è \| Stefan Bissegger \| EF Pro Cycling \| + 0" \| \| \| 6è \| Alberto Dainese \| Team Sunweb \| + 0" \| \| \| 7è \| Nils Eekhoff \| Team Sunweb \| + 0" \| \| \| 8è \| Lorrenzo Manzin \| Total Direct Énergie \| + 0" \| \| \| 9è \| Mathieu van der Poel \| Alpecin-Fenix \| + 0" \| \| \| 10è \| Tim Merlier \| Alpecin-Fenix \| + 0" \| \| |                      |                      |            |
| |                      |                      |            |
| Font: ProCyclingStats |                      |                      |            |
| Classificació de l'etapa |                      |                      |            |
| Corredor | Corredor             | Equip                | Temps      |
| 1r | Jasper Philipsen     | UAE Team Emirates    | 2h 59' 26" |
| 2n | Mads Pedersen        | Trek-Segafredo       | + 0"       |
| 3r | Pascal Ackermann     | Bora-Hansgrohe       | + 0"       |
| 4t | Danny van Poppel     | Circus-Wanty Gobert  | + 0"       |
| 5è | Stefan Bissegger     | EF Pro Cycling       | + 0"       |
| 6è | Alberto Dainese      | Team Sunweb          | + 0"       |
| 7è | Nils Eekhoff         | Team Sunweb          | + 0"       |
| 8è | Lorrenzo Manzin      | Total Direct Énergie | + 0"       |
| 9è | Mathieu van der Poel | Alpecin-Fenix        | + 0"       |
| 10è | Tim Merlier          | Alpecin-Fenix        | + 0"       |

| \| Classificació general \| Classificació general \| Classificació general \| Classificació general \| Classificació general \| \| Corredor \| Corredor \| Equip \| Temps \| \| \| --------------------- \| --------------------- \| --------------------- \| --------------------- \| --------------------- \| \| 1r \| Jasper Philipsen \| UAE Team Emirates \| 2h 59' 16" \| \| \| 2n \| Mads Pedersen \| Trek-Segafredo \| + 4" \| \| \| 3r \| Mike Teunissen \| Jumbo-Visma \| + 5" \| \| \| 4t \| Pascal Ackermann \| Bora-Hansgrohe \| + 6" \| \| \| 5è \| Mathieu van der Poel \| Alpecin-Fenix \| + 7" \| \| \| 6è \| Yves Lampaert \| Deceuninck-Quick Step \| + 7" \| \| \| 7è \| Mark Cavendish \| Bahrain McLaren \| + 9" \| \| \| 8è \| Danny van Poppel \| Circus-Wanty Gobert \| + 10" \| \| \| 9è \| Stefan Bissegger \| EF Pro Cycling \| + 10" \| \| \| 10è \| Alberto Dainese \| Team Sunweb \| + 10" \| \| |                      |                       |            |
| |                      |                       |            |
| Font: ProCyclingStats |                      |                       |            |
| Classificació general |                      |                       |            |
| Corredor | Corredor             | Equip                 | Temps      |
| 1r | Jasper Philipsen     | UAE Team Emirates     | 2h 59' 16" |
| 2n | Mads Pedersen        | Trek-Segafredo        | + 4"       |
| 3r | Mike Teunissen       | Jumbo-Visma           | + 5"       |
| 4t | Pascal Ackermann     | Bora-Hansgrohe        | + 6"       |
| 5è | Mathieu van der Poel | Alpecin-Fenix         | + 7"       |
| 6è | Yves Lampaert        | Deceuninck-Quick Step | + 7"       |
| 7è | Mark Cavendish       | Bahrain McLaren       | + 9"       |
| 8è | Danny van Poppel     | Circus-Wanty Gobert   | + 10"      |
| 9è | Stefan Bissegger     | EF Pro Cycling        | + 10"      |
| 10è | Alberto Dainese      | Team Sunweb           | + 10"      |

### Etapa 2
L'etapa fou suspesa per les noves mesures per evitar l'extensió de la pandèmia de COVID-19 adoptades als Països Baixos.

### Etapa 3
| \| Classificació de l'etapa \| Classificació de l'etapa \| Classificació de l'etapa \| Classificació de l'etapa \| Classificació de l'etapa \| \| Corredor \| Corredor \| Equip \| Temps \| \| \| ------------------------ \| ------------------------ \| ------------------------ \| ------------------------ \| ------------------------ \| \| 1r \| Mads Pedersen \| Trek-Segafredo \| 3h 26' 11" \| \| \| 2n \| Jasper Philipsen \| UAE Team Emirates \| + 0" \| \| \| 3r \| Pascal Ackermann \| Bora-Hansgrohe \| + 0" \| \| \| 4t \| Danny van Poppel \| Circus-Wanty Gobert \| + 0" \| \| \| 5è \| Tim Merlier \| Alpecin-Fenix \| + 0" \| \| \| 6è \| Zdeněk Štybar \| Deceuninck-Quick Step \| + 0" \| \| \| 7è \| Christophe Laporte \| Cofidis \| + 0" \| \| \| 8è \| Florian Sénéchal \| Deceuninck-Quick Step \| + 0" \| \| \| 9è \| Lorrenzo Manzin \| Total Direct Énergie \| + 0" \| \| \| 10è \| Sep Vanmarcke \| EF Pro Cycling \| + 0" \| \| |                    |                       |            |
| |                    |                       |            |
| Font: ProCyclingStats |                    |                       |            |
| Classificació de l'etapa |                    |                       |            |
| Corredor | Corredor           | Equip                 | Temps      |
| 1r | Mads Pedersen      | Trek-Segafredo        | 3h 26' 11" |
| 2n | Jasper Philipsen   | UAE Team Emirates     | + 0"       |
| 3r | Pascal Ackermann   | Bora-Hansgrohe        | + 0"       |
| 4t | Danny van Poppel   | Circus-Wanty Gobert   | + 0"       |
| 5è | Tim Merlier        | Alpecin-Fenix         | + 0"       |
| 6è | Zdeněk Štybar      | Deceuninck-Quick Step | + 0"       |
| 7è | Christophe Laporte | Cofidis               | + 0"       |
| 8è | Florian Sénéchal   | Deceuninck-Quick Step | + 0"       |
| 9è | Lorrenzo Manzin    | Total Direct Énergie  | + 0"       |
| 10è | Sep Vanmarcke      | EF Pro Cycling        | + 0"       |

| \| Classificació general \| Classificació general \| Classificació general \| Classificació general \| Classificació general \| \| Corredor \| Corredor \| Equip \| Temps \| \| \| --------------------- \| --------------------- \| --------------------- \| --------------------- \| --------------------- \| \| 1r \| Mads Pedersen \| Trek-Segafredo \| 6h 25' 21" \| \| \| 2n \| Jasper Philipsen \| UAE Team Emirates \| + 0" \| \| \| 3r \| Jonas Rickaert \| Alpecin-Fenix \| + 7" \| \| \| 4t \| Pascal Ackermann \| Bora-Hansgrohe \| + 8" \| \| \| 5è \| Mike Teunissen \| Jumbo-Visma \| + 11" \| \| \| 6è \| Mathieu van der Poel \| Alpecin-Fenix \| + 13" \| \| \| 7è \| Yves Lampaert \| Deceuninck-Quick Step \| + 13" \| \| \| 8è \| Danny van Poppel \| Circus-Wanty Gobert \| + 16" \| \| \| 9è \| Tim Merlier \| Alpecin-Fenix \| + 16" \| \| \| 10è \| Lorrenzo Manzin \| Total Direct Énergie \| + 16" \| \| |                      |                       |            |
| |                      |                       |            |
| Font: ProCyclingStats |                      |                       |            |
| Classificació general |                      |                       |            |
| Corredor | Corredor             | Equip                 | Temps      |
| 1r | Mads Pedersen        | Trek-Segafredo        | 6h 25' 21" |
| 2n | Jasper Philipsen     | UAE Team Emirates     | + 0"       |
| 3r | Jonas Rickaert       | Alpecin-Fenix         | + 7"       |
| 4t | Pascal Ackermann     | Bora-Hansgrohe        | + 8"       |
| 5è | Mike Teunissen       | Jumbo-Visma           | + 11"      |
| 6è | Mathieu van der Poel | Alpecin-Fenix         | + 13"      |
| 7è | Yves Lampaert        | Deceuninck-Quick Step | + 13"      |
| 8è | Danny van Poppel     | Circus-Wanty Gobert   | + 16"      |
| 9è | Tim Merlier          | Alpecin-Fenix         | + 16"      |
| 10è | Lorrenzo Manzin      | Total Direct Énergie  | + 16"      |

### Etapa 4
| \| Classificació de l'etapa \| Classificació de l'etapa \| Classificació de l'etapa \| Classificació de l'etapa \| Classificació de l'etapa \| \| Corredor \| Corredor \| Equip \| Temps \| \| \| ------------------------ \| ------------------------ \| ------------------------ \| ------------------------ \| ------------------------ \| \| 1r \| Søren Kragh Andersen \| Team Sunweb \| 9' 59" \| \| \| 2n \| Stefan Küng \| Groupama-FDJ \| + 6" \| \| \| 3r \| Stefan Bissegger \| EF Pro Cycling \| + 7" \| \| \| 4t \| Mads Pedersen \| Trek-Segafredo \| + 8" \| \| \| 5è \| Mathieu van der Poel \| Alpecin-Fenix \| + 12" \| \| \| 6è \| Jasha Sütterlin \| Team Sunweb \| + 16" \| \| \| 7è \| Jannik Steimle \| Deceuninck-Quick Step \| + 18" \| \| \| 8è \| Yves Lampaert \| Deceuninck-Quick Step \| + 20" \| \| \| 9è \| Max Walscheid \| NTT Pro Cycling \| + 21" \| \| \| 10è \| Christophe Laporte \| Cofidis \| + 21" \| \| |                      |                       |        |
| |                      |                       |        |
| Font: ProCyclingStats |                      |                       |        |
| Classificació de l'etapa |                      |                       |        |
| Corredor | Corredor             | Equip                 | Temps  |
| 1r | Søren Kragh Andersen | Team Sunweb           | 9' 59" |
| 2n | Stefan Küng          | Groupama-FDJ          | + 6"   |
| 3r | Stefan Bissegger     | EF Pro Cycling        | + 7"   |
| 4t | Mads Pedersen        | Trek-Segafredo        | + 8"   |
| 5è | Mathieu van der Poel | Alpecin-Fenix         | + 12"  |
| 6è | Jasha Sütterlin      | Team Sunweb           | + 16"  |
| 7è | Jannik Steimle       | Deceuninck-Quick Step | + 18"  |
| 8è | Yves Lampaert        | Deceuninck-Quick Step | + 20"  |
| 9è | Max Walscheid        | NTT Pro Cycling       | + 21"  |
| 10è | Christophe Laporte   | Cofidis               | + 21"  |

| \| Classificació general \| Classificació general \| Classificació general \| Classificació general \| Classificació general \| \| Corredor \| Corredor \| Equip \| Temps \| \| \| --------------------- \| --------------------- \| --------------------- \| --------------------- \| --------------------- \| \| 1r \| Mads Pedersen \| Trek-Segafredo \| 6h 35' 31" \| \| \| 2n \| Søren Kragh Andersen \| Team Sunweb \| + 7" \| \| \| 3r \| Stefan Küng \| Groupama-FDJ \| + 13" \| \| \| 4t \| Stefan Bissegger \| EF Pro Cycling \| + 14" \| \| \| 5è \| Mathieu van der Poel \| Alpecin-Fenix \| + 17" \| \| \| 6è \| Jasper Philipsen \| UAE Team Emirates \| + 19" \| \| \| 7è \| Yves Lampaert \| Deceuninck-Quick Step \| + 24" \| \| \| 8è \| Max Walscheid \| NTT Pro Cycling \| + 28" \| \| \| 9è \| Mike Teunissen \| Jumbo-Visma \| + 30" \| \| \| 10è \| Florian Sénéchal \| Deceuninck-Quick Step \| + 31" \| \| |                      |                       |            |
| |                      |                       |            |
| Font: ProCyclingStats |                      |                       |            |
| Classificació general |                      |                       |            |
| Corredor | Corredor             | Equip                 | Temps      |
| 1r | Mads Pedersen        | Trek-Segafredo        | 6h 35' 31" |
| 2n | Søren Kragh Andersen | Team Sunweb           | + 7"       |
| 3r | Stefan Küng          | Groupama-FDJ          | + 13"      |
| 4t | Stefan Bissegger     | EF Pro Cycling        | + 14"      |
| 5è | Mathieu van der Poel | Alpecin-Fenix         | + 17"      |
| 6è | Jasper Philipsen     | UAE Team Emirates     | + 19"      |
| 7è | Yves Lampaert        | Deceuninck-Quick Step | + 24"      |
| 8è | Max Walscheid        | NTT Pro Cycling       | + 28"      |
| 9è | Mike Teunissen       | Jumbo-Visma           | + 30"      |
| 10è | Florian Sénéchal     | Deceuninck-Quick Step | + 31"      |

### Etapa 5
| \| Classificació de l'etapa \| Classificació de l'etapa \| Classificació de l'etapa \| Classificació de l'etapa \| Classificació de l'etapa \| \| Corredor \| Corredor \| Equip \| Temps \| \| \| ------------------------ \| ------------------------ \| ------------------------ \| ------------------------ \| ------------------------ \| \| 1r \| Mathieu van der Poel \| Alpecin-Fenix \| 4h 07' 39" \| \| \| 2n \| Oliver Naesen \| AG2R La Mondiale \| + 4" \| \| \| 3r \| Sonny Colbrelli \| Bahrain McLaren \| + 4" \| \| \| 4t \| Søren Kragh Andersen \| Team Sunweb \| + 4" \| \| \| 5è \| Stefan Küng \| Groupama-FDJ \| + 8" \| \| \| 6è \| Dimitri Claeys \| Cofidis \| + 47" \| \| \| 7è \| Yves Lampaert \| Deceuninck-Quick Step \| + 50" \| \| \| 8è \| Iván García Cortina \| Bahrain McLaren \| + 1' 08" \| \| \| 9è \| Jean-Pierre Drucker \| Bora-Hansgrohe \| + 1' 12" \| \| \| 10è \| Florian Sénéchal \| Deceuninck-Quick Step \| + 1' 12" \| \| |                      |                       |            |
| |                      |                       |            |
| Font: ProCyclingStats |                      |                       |            |
| Classificació de l'etapa |                      |                       |            |
| Corredor | Corredor             | Equip                 | Temps      |
| 1r | Mathieu van der Poel | Alpecin-Fenix         | 4h 07' 39" |
| 2n | Oliver Naesen        | AG2R La Mondiale      | + 4"       |
| 3r | Sonny Colbrelli      | Bahrain McLaren       | + 4"       |
| 4t | Søren Kragh Andersen | Team Sunweb           | + 4"       |
| 5è | Stefan Küng          | Groupama-FDJ          | + 8"       |
| 6è | Dimitri Claeys       | Cofidis               | + 47"      |
| 7è | Yves Lampaert        | Deceuninck-Quick Step | + 50"      |
| 8è | Iván García Cortina  | Bahrain McLaren       | + 1' 08"   |
| 9è | Jean-Pierre Drucker  | Bora-Hansgrohe        | + 1' 12"   |
| 10è | Florian Sénéchal     | Deceuninck-Quick Step | + 1' 12"   |

## Classificacions finals

### Classificació general
| \| Classificació general \| Classificació general \| Classificació general \| Classificació general \| Classificació general \| \| Corredor \| Corredor \| Equip \| Temps \| \| \| --------------------- \| --------------------- \| --------------------- \| --------------------- \| --------------------- \| \| 1r \| Mathieu van der Poel \| Alpecin-Fenix \| 10h 43' 08" \| \| \| 2n \| Søren Kragh Andersen \| Team Sunweb \| + 8" \| \| \| 3r \| Stefan Küng \| Groupama-FDJ \| + 23" \| \| \| 4t \| Yves Lampaert \| Deceuninck-Quick Step \| + 1' 16" \| \| \| 5è \| Mads Pedersen \| Trek-Segafredo \| + 1' 21" \| \| \| 6è \| Sonny Colbrelli \| Bahrain McLaren \| + 1' 42" \| \| \| 7è \| Florian Sénéchal \| Deceuninck-Quick Step \| + 1' 45" \| \| \| 8è \| Mike Teunissen \| Jumbo-Visma \| + 1' 49" \| \| \| 9è \| Florian Vermeersch \| Lotto-Soudal \| + 1' 59" \| \| \| 10è \| John Degenkolb \| Lotto-Soudal \| + 2' 02" \| \| |                      |                       |             |
| |                      |                       |             |
| Font: ProCyclingStats |                      |                       |             |
| Classificació general |                      |                       |             |
| Corredor | Corredor             | Equip                 | Temps       |
| 1r | Mathieu van der Poel | Alpecin-Fenix         | 10h 43' 08" |
| 2n | Søren Kragh Andersen | Team Sunweb           | + 8"        |
| 3r | Stefan Küng          | Groupama-FDJ          | + 23"       |
| 4t | Yves Lampaert        | Deceuninck-Quick Step | + 1' 16"    |
| 5è | Mads Pedersen        | Trek-Segafredo        | + 1' 21"    |
| 6è | Sonny Colbrelli      | Bahrain McLaren       | + 1' 42"    |
| 7è | Florian Sénéchal     | Deceuninck-Quick Step | + 1' 45"    |
| 8è | Mike Teunissen       | Jumbo-Visma           | + 1' 49"    |
| 9è | Florian Vermeersch   | Lotto-Soudal          | + 1' 59"    |
| 10è | John Degenkolb       | Lotto-Soudal          | + 2' 02"    |

## Evolució de les classificacions
| Etapa                  | Vencedor               | Classificació general | Classificació per punts | Classificació de la combativitat | Classificació per equips |
| ---------------------- | ---------------------- | --------------------- | ----------------------- | -------------------------------- | ------------------------ |
| 1                      | Jasper Philipsen       | Jasper Philipsen      | Jasper Philipsen        | Milan Menten                     | Alpecin-Fenix            |
| 2                      | Etapa suspesa          | Jasper Philipsen      | Jasper Philipsen        | Milan Menten                     | Alpecin-Fenix            |
| 3                      | Mads Pedersen          | Mads Pedersen         | Mads Pedersen           | Kenneth Van Rooy                 | Alpecin-Fenix            |
| 4                      | Søren Kragh Andersen   | Mads Pedersen         | Mads Pedersen           | Kenneth Van Rooy                 | Team Sunweb              |
| 5                      | Mathieu van der Poel   | Mathieu van der Poel  | Mads Pedersen           | Kenneth Van Rooy                 | Alpecin-Fenix            |
| Classificacions finals | Classificacions finals | Mathieu van der Poel  | Mads Pedersen           | Kenneth Van Rooy                 | Alpecin-Fenix            |

## Llista de participants
| Jumbo-Visma TJV | Jumbo-Visma TJV             | Jumbo-Visma TJV |
| --------------- | --------------------------- | --------------- |
| Núm             | Ciclista                    | Pos             |
| 1               | Mike Teunissen (NED)        | 8è              |
| 2               | Amund Grøndahl Jansen (NOR) | NP-4            |
| 3               | Bert-Jan Lindeman (NED)     | 78è             |
| 4               | Timo Roosen (NED)           | 61è             |
| 5               | Pascal Eenkhoorn (NED)      | 93è             |
| 6               | Taco van der Hoorn (NED)    | 83è             |
| 7               | Maarten Wynants (BEL)       | 82è             |

| Alpecin-Fenix AFC | Alpecin-Fenix AFC                 | Alpecin-Fenix AFC |
| ----------------- | --------------------------------- | ----------------- |
| Núm               | Ciclista                          | Pos               |
| 11                | Mathieu van der Poel (NED) (ruta) | 1r                |
| 12                | Dries De Bondt (BEL) (ruta)       | 90è               |
| 13                | Tim Merlier (BEL)                 | 27è               |
| 14                | Jonas Rickaert (BEL)              | 20è               |
| 15                | Oscar Riesebeek (NED)             | 67è               |
| 17                | Gianni Vermeersch (BEL)           | 18è               |
| 19                | Senne Leysen (BEL)                | 39è               |

| CCC Team CCC | CCC Team CCC                         | CCC Team CCC |
| ------------ | ------------------------------------ | ------------ |
| Núm          | Ciclista                             | Pos          |
| 21           | Guillaume Van Keirsbulck (BEL)       | DNF-5        |
| 22           | Patrick Bevin (NZL)                  | DNF-5        |
| 23           | Gijs Van Hoecke (BEL)                | 38è          |
| 24           | Nathan Van Hooydonck (BEL)           | 60è          |
| 25           | Jakub Mareczko (ITA)                 | DNF-5        |
| 26           | Francisco José Ventoso Alberdi (ESP) | DNF-5        |
| 27           | Jonas Koch (GER)                     | 88è          |

| Deceuninck-Quick Step DQT | Deceuninck-Quick Step DQT   | Deceuninck-Quick Step DQT |
| ------------------------- | --------------------------- | ------------------------- |
| Núm                       | Ciclista                    | Pos                       |
| 31                        | Zdeněk Štybar (CZE)         | 23è                       |
| 32                        | Shane Archbold (NZL) (ruta) | 76è                       |
| 33                        | Yves Lampaert (BEL)         | 4t                        |
| 34                        | Florian Sénéchal (FRA)      | 7è                        |
| 35                        | Stijn Steels (BEL)          | NP-3                      |
| 36                        | Jannik Steimle (GER)        | 44è                       |
| 37                        | Bert Van Lerberghe (BEL)    | 24è                       |

| AG2R La Mondiale ALM | AG2R La Mondiale ALM    | AG2R La Mondiale ALM |
| -------------------- | ----------------------- | -------------------- |
| Núm                  | Ciclista                | Pos                  |
| 41                   | Oliver Naesen (BEL)     | 64è                  |
| 42                   | Silvan Dillier (SUI)    | 26è                  |
| 43                   | Julien Duval (FRA)      | 71è                  |
| 45                   | Alexis Gougeard (FRA)   | DNF-5                |
| 46                   | Lawrence Naesen (BEL)   | 17è                  |
| 47                   | Stijn Vandenbergh (BEL) | 65è                  |
| 50                   | Clément Venturini (FRA) | DNF-5                |

| Bora-Hansgrohe BOH | Bora-Hansgrohe BOH        | Bora-Hansgrohe BOH |
| ------------------ | ------------------------- | ------------------ |
| Núm                | Ciclista                  | Pos                |
| 51                 | Pascal Ackermann (GER)    | DNF-5              |
| 52                 | Marcus Burghardt (GER)    | 46è                |
| 53                 | Jean-Pierre Drucker (LUX) | 11è                |
| 54                 | Martin Laas (EST)         | DNF-5              |
| 55                 | Andreas Schillinger (GER) | DNF-5              |
| 56                 | Michael Schwarzmann (GER) | DNF-5              |
| 57                 | Rüdiger Selig (GER)       | DNF-5              |

| Lotto-Soudal LTS | Lotto-Soudal LTS         | Lotto-Soudal LTS |
| ---------------- | ------------------------ | ---------------- |
| Núm              | Ciclista                 | Pos              |
| 61               | Philippe Gilbert (BEL)   | NP-3             |
| 63               | Nikolas Maes (BEL)       | 29è              |
| 64               | Gerben Thijssen (BEL)    | 77è              |
| 65               | Brian van Goethem (NED)  | 59è              |
| 66               | Florian Vermeersch (BEL) | 9è               |
| 67               | Jelle Wallays (BEL)      | DNF-5            |
| 68               | John Degenkolb (GER)     | 10è              |

| Total Direct Énergie TDE | Total Direct Énergie TDE | Total Direct Énergie TDE |
| ------------------------ | ------------------------ | ------------------------ |
| Núm                      | Ciclista                 | Pos                      |
| 71                       | Niki Terpstra (NED)      | 34è                      |
| 72                       | Romain Cardis (FRA)      | 49è                      |
| 73                       | Damien Gaudin (FRA)      | DNF-5                    |
| 74                       | Pim Ligthart (NED)       | 66è                      |
| 75                       | Lorrenzo Manzin (FRA)    | DNF-5                    |
| 76                       | Adrien Petit (FRA)       | 87è                      |
| 77                       | Dries Van Gestel (BEL)   | 45è                      |

| Astana AST | Astana AST               | Astana AST |
| ---------- | ------------------------ | ---------- |
| Núm        | Ciclista                 | Pos        |
| 81         | Laurens De Vreese (BEL)  | DNF-5      |
| 83         | Danil Fominikh (KAZ)     | DNF-5      |
| 84         | Ievgueni Guiditx (KAZ)   | DNF-5      |
| 85         | Dmitri Grúzdev (KAZ)     | DNF-5      |
| 86         | Davide Martinelli (ITA)  | DNF-5      |
| 88         | Hernando Bohórquez (COL) | DNF-5      |

| Israel Start-Up Nation ISN | Israel Start-Up Nation ISN | Israel Start-Up Nation ISN |
| -------------------------- | -------------------------- | -------------------------- |
| Núm                        | Ciclista                   | Pos                        |
| 92                         | Jenthe Biermans (BEL)      | NP-3                       |
| 93                         | Guillaume Boivin (CAN)     | 84è                        |
| 94                         | Itamar Einhorn (ISR)       | DNF-5                      |
| 95                         | Mihkel Räim (EST)          | DNF-5                      |
| 96                         | Travis McCabe (USA)        | DNF-5                      |
| 97                         | Mads Würtz Schmidt (DEN)   | DNF-5                      |
| 99                         | Nils Politt (GER)          | 19è                        |

| UAE Team Emirates UAD | UAE Team Emirates UAD          | UAE Team Emirates UAD |
| --------------------- | ------------------------------ | --------------------- |
| Núm                   | Ciclista                       | Pos                   |
| 101                   | Jasper Philipsen (BEL)         | 13è                   |
| 102                   | Sven Erik Bystrøm (NOR) (ruta) | 68è                   |
| 103                   | Alessandro Covi (ITA)          | 54è                   |
| 104                   | Ivo Oliveira (POR) (crono)     | DNF-5                 |
| 105                   | Rui Oliveira (POR)             | 92è                   |
| 106                   | Tom Bohli (SUI)                | DNF-5                 |
| 107                   | Aliaksandr Rabuixenka (BLR)    | 40è                   |

| EF Pro Cycling EF1 | EF Pro Cycling EF1        | EF Pro Cycling EF1 |
| ------------------ | ------------------------- | ------------------ |
| Núm                | Ciclista                  | Pos                |
| 111                | Sep Vanmarcke (BEL)       | 32è                |
| 112                | Stefan Bissegger (SUI)    | 12è                |
| 113                | Sebastian Langeveld (NED) | 41è                |
| 114                | Logan Owen (USA)          | DNF-5              |
| 115                | Jonas Rutsch (GER)        | 72è                |
| 116                | Thomas Scully (NZL)       | DNF-5              |
| 117                | Julius van den Berg (NED) | 86è                |

| Bahrain McLaren TBM | Bahrain McLaren TBM       | Bahrain McLaren TBM |
| ------------------- | ------------------------- | ------------------- |
| Núm                 | Ciclista                  | Pos                 |
| 121                 | Mark Cavendish (GBR)      | DNF-5               |
| 122                 | Sonny Colbrelli (ITA)     | 6è                  |
| 123                 | Iván García Cortina (ESP) | 25è                 |
| 124                 | Luka Pibernik (SLO)       | DNF-5               |
| 125                 | Heinrich Haussler (AUS)   | NP-5                |
| 126                 | Marcel Sieberg (GER)      | DNF-5               |
| 127                 | Fred Wright (GBR)         | NP-3                |

| Groupama-FDJ GFC | Groupama-FDJ GFC           | Groupama-FDJ GFC |
| ---------------- | -------------------------- | ---------------- |
| Núm              | Ciclista                   | Pos              |
| 131              | Stefan Küng (SUI) (crono)  | 3r               |
| 132              | Alexys Brunel (FRA)        | DNF-3            |
| 133              | Kevin Geniets (LUX) (ruta) | 37è              |
| 136              | Fabian Lienhard (SUI)      | 62è              |
| 137              | Tobias Ludvigsson (SWE)    | 69è              |
| 138              | Léo Vincent (FRA)          | DNF-5            |

| Cofidis COF | Cofidis COF              | Cofidis COF |
| ----------- | ------------------------ | ----------- |
| Núm         | Ciclista                 | Pos         |
| 141         | Christophe Laporte (FRA) | 31è         |
| 142         | Dimitri Claeys (BEL)     | 42è         |
| 143         | Cyril Lemoine (FRA)      | 48è         |
| 144         | Emmanuel Morin (FRA)     | DNF-5       |
| 145         | Damien Touzé (FRA)       | DNF-5       |
| 146         | Piet Allegaert (BEL)     | 43è         |
| 147         | Julien Vermote (BEL)     | 50è         |

| Mitchelton-Scott MTS | Mitchelton-Scott MTS         | Mitchelton-Scott MTS |
| -------------------- | ---------------------------- | -------------------- |
| Núm                  | Ciclista                     | Pos                  |
| 151                  | Dion Smith (NZL)             | 57è                  |
| 152                  | Kaden Groves (AUS)           | DNF-5                |
| 153                  | Alexander Konychev (ITA)     | 91è                  |
| 154                  | Luke Durbridge (AUS) (crono) | 85è                  |
| 155                  | Callum Scotson (AUS)         | 63è                  |
| 156                  | Alexander Edmondson (AUS)    | DNF-5                |
| 157                  | Robert Stannard (AUS)        | 80è                  |

| NTT Pro Cycling NTT | NTT Pro Cycling NTT               | NTT Pro Cycling NTT |
| ------------------- | --------------------------------- | ------------------- |
| Núm                 | Ciclista                          | Pos                 |
| 162                 | Michael Gogl (AUT)                | 56è                 |
| 163                 | Edvald Boasson Hagen (NOR)        | 58è                 |
| 164                 | Reinardt Janse van Rensburg (RSA) | 36è                 |
| 165                 | Nicholas Dlamini (RSA)            | DNF-5               |
| 166                 | Rasmus Tiller (NOR)               | 94è                 |
| 167                 | Max Walscheid (GER)               | 16è                 |
| 169                 | Jay Robert Thomson (RSA)          | DNF-5               |

| Ineos Grenadiers IGD | Ineos Grenadiers IGD        | Ineos Grenadiers IGD |
| -------------------- | --------------------------- | -------------------- |
| Núm                  | Ciclista                    | Pos                  |
| 171                  | Christopher Lawless (GBR)   | DNF-5                |
| 172                  | Owain Doull (GBR)           | 14è                  |
| 174                  | Christian Knees (GER)       | 55è                  |
| 175                  | Leonardo Basso (ITA)        | 89è                  |
| 176                  | Brandon Rivera (COL)        | 51è                  |
| 177                  | Carlos Rodríguez Cano (ESP) | 53è                  |

| Circus-Wanty Gobert CWG | Circus-Wanty Gobert CWG    | Circus-Wanty Gobert CWG |
| ----------------------- | -------------------------- | ----------------------- |
| Núm                     | Ciclista                   | Pos                     |
| 181                     | Pieter Vanspeybrouck (BEL) | DNF-5                   |
| 182                     | Aimé De Gendt (BEL)        | 81è                     |
| 183                     | Timothy Dupont (BEL)       | NP-4                    |
| 184                     | Xandro Meurisse (BEL)      | 47è                     |
| 186                     | Danny van Poppel (NED)     | 30è                     |
| 187                     | Andrea Pasqualon (ITA)     | 15è                     |
| 190                     | Wesley Kreder (NED)        | DNF-5                   |

| Team Sunweb SUN | Team Sunweb SUN              | Team Sunweb SUN |
| --------------- | ---------------------------- | --------------- |
| Núm             | Ciclista                     | Pos             |
| 191             | Søren Kragh Andersen (DEN)   | 2n              |
| 192             | Nils Eekhoff (NED)           | 70è             |
| 193             | Max Kanter (GER)             | DNF-5           |
| 194             | Asbjørn Kragh Andersen (DEN) | NP-1            |
| 195             | Alberto Dainese (ITA)        | DNF-5           |
| 196             | Martin Salmon (GER)          | DNF-5           |
| 197             | Jasha Sütterlin (GER)        | 21è             |

| Trek-Segafredo TFS | Trek-Segafredo TFS      | Trek-Segafredo TFS |
| ------------------ | ----------------------- | ------------------ |
| Núm                | Ciclista                | Pos                |
| 201                | Mads Pedersen (DEN)     | 5è                 |
| 202                | Alex Kirsch (LUX)       | 74è                |
| 203                | Emīls Liepiņš (LAT)     | DNF-5              |
| 204                | Matteo Moschetti (ITA)  | DNF-5              |
| 205                | Ryan Mullen (IRL)       | 73è                |
| 206                | Charlie Quaterman (GBR) | DNF-5              |
| 207                | Koen de Kort (NED)      | DNF-5              |

| Sport Vlaanderen-Baloise SVB | Sport Vlaanderen-Baloise SVB | Sport Vlaanderen-Baloise SVB |
| ---------------------------- | ---------------------------- | ---------------------------- |
| Núm                          | Ciclista                     | Pos                          |
| 211                          | Amaury Capiot (BEL)          | 28è                          |
| 212                          | Cedric Beullens (BEL)        | 33è                          |
| 213                          | Sasha Weemaes (BEL)          | DNF-5                        |
| 214                          | Milan Menten (BEL)           | DNF-5                        |
| 216                          | Kenneth Van Rooy (BEL)       | 79è                          |
| 217                          | Thimo Willems (BEL)          | NP-3                         |
| 219                          | Gilles De Wilde (BEL)        | NP-3                         |

| Movistar Team MOV | Movistar Team MOV                 | Movistar Team MOV |
| ----------------- | --------------------------------- | ----------------- |
| Núm               | Ciclista                          | Pos               |
| 221               | Jürgen Roelandts (BEL)            | DNF-5             |
| 222               | Johan Jacobs (SUI)                | 22è               |
| 223               | Mathias Norsgaard Jørgensen (DEN) | DNF-5             |
| 224               | Juri Hollmann (GER)               | 35è               |
| 225               | Lluís Mas Bonet (ESP)             | DNF-5             |

| Bingoal-Wallonie Bruxelles WVA | Bingoal-Wallonie Bruxelles WVA | Bingoal-Wallonie Bruxelles WVA |
| ------------------------------ | ------------------------------ | ------------------------------ |
| Núm                            | Ciclista                       | Pos                            |
| 231                            | Baptiste Planckaert (BEL)      | DNF-5                          |
| 232                            | Aksel Nõmmela (EST)            | DNF-5                          |
| 233                            | Tom Wirtgen (LUX)              | 75è                            |
| 234                            | Ludovic Robeet (BEL)           | 52è                            |
| 235                            | Sean De Bie (BEL)              | DNF-5                          |
| 236                            | Joel Suter (SUI)               | DNF-5                          |
| 237                            | Lionel Taminiaux (BEL)         | DNF-5                          |

| Jumbo-Visma TJV | Jumbo-Visma TJV             | Jumbo-Visma TJV |
| --------------- | --------------------------- | --------------- |
| Núm             | Ciclista                    | Pos             |
| 1               | Mike Teunissen (NED)        | 8è              |
| 2               | Amund Grøndahl Jansen (NOR) | NP-4            |
| 3               | Bert-Jan Lindeman (NED)     | 78è             |
| 4               | Timo Roosen (NED)           | 61è             |
| 5               | Pascal Eenkhoorn (NED)      | 93è             |
| 6               | Taco van der Hoorn (NED)    | 83è             |
| 7               | Maarten Wynants (BEL)       | 82è             |

| Alpecin-Fenix AFC | Alpecin-Fenix AFC                 | Alpecin-Fenix AFC |
| ----------------- | --------------------------------- | ----------------- |
| Núm               | Ciclista                          | Pos               |
| 11                | Mathieu van der Poel (NED) (ruta) | 1r                |
| 12                | Dries De Bondt (BEL) (ruta)       | 90è               |
| 13                | Tim Merlier (BEL)                 | 27è               |
| 14                | Jonas Rickaert (BEL)              | 20è               |
| 15                | Oscar Riesebeek (NED)             | 67è               |
| 17                | Gianni Vermeersch (BEL)           | 18è               |
| 19                | Senne Leysen (BEL)                | 39è               |

| CCC Team CCC | CCC Team CCC                         | CCC Team CCC |
| ------------ | ------------------------------------ | ------------ |
| Núm          | Ciclista                             | Pos          |
| 21           | Guillaume Van Keirsbulck (BEL)       | DNF-5        |
| 22           | Patrick Bevin (NZL)                  | DNF-5        |
| 23           | Gijs Van Hoecke (BEL)                | 38è          |
| 24           | Nathan Van Hooydonck (BEL)           | 60è          |
| 25           | Jakub Mareczko (ITA)                 | DNF-5        |
| 26           | Francisco José Ventoso Alberdi (ESP) | DNF-5        |
| 27           | Jonas Koch (GER)                     | 88è          |

| Deceuninck-Quick Step DQT | Deceuninck-Quick Step DQT   | Deceuninck-Quick Step DQT |
| ------------------------- | --------------------------- | ------------------------- |
| Núm                       | Ciclista                    | Pos                       |
| 31                        | Zdeněk Štybar (CZE)         | 23è                       |
| 32                        | Shane Archbold (NZL) (ruta) | 76è                       |
| 33                        | Yves Lampaert (BEL)         | 4t                        |
| 34                        | Florian Sénéchal (FRA)      | 7è                        |
| 35                        | Stijn Steels (BEL)          | NP-3                      |
| 36                        | Jannik Steimle (GER)        | 44è                       |
| 37                        | Bert Van Lerberghe (BEL)    | 24è                       |

| AG2R La Mondiale ALM | AG2R La Mondiale ALM    | AG2R La Mondiale ALM |
| -------------------- | ----------------------- | -------------------- |
| Núm                  | Ciclista                | Pos                  |
| 41                   | Oliver Naesen (BEL)     | 64è                  |
| 42                   | Silvan Dillier (SUI)    | 26è                  |
| 43                   | Julien Duval (FRA)      | 71è                  |
| 45                   | Alexis Gougeard (FRA)   | DNF-5                |
| 46                   | Lawrence Naesen (BEL)   | 17è                  |
| 47                   | Stijn Vandenbergh (BEL) | 65è                  |
| 50                   | Clément Venturini (FRA) | DNF-5                |

| Bora-Hansgrohe BOH | Bora-Hansgrohe BOH        | Bora-Hansgrohe BOH |
| ------------------ | ------------------------- | ------------------ |
| Núm                | Ciclista                  | Pos                |
| 51                 | Pascal Ackermann (GER)    | DNF-5              |
| 52                 | Marcus Burghardt (GER)    | 46è                |
| 53                 | Jean-Pierre Drucker (LUX) | 11è                |
| 54                 | Martin Laas (EST)         | DNF-5              |
| 55                 | Andreas Schillinger (GER) | DNF-5              |
| 56                 | Michael Schwarzmann (GER) | DNF-5              |
| 57                 | Rüdiger Selig (GER)       | DNF-5              |

| Lotto-Soudal LTS | Lotto-Soudal LTS         | Lotto-Soudal LTS |
| ---------------- | ------------------------ | ---------------- |
| Núm              | Ciclista                 | Pos              |
| 61               | Philippe Gilbert (BEL)   | NP-3             |
| 63               | Nikolas Maes (BEL)       | 29è              |
| 64               | Gerben Thijssen (BEL)    | 77è              |
| 65               | Brian van Goethem (NED)  | 59è              |
| 66               | Florian Vermeersch (BEL) | 9è               |
| 67               | Jelle Wallays (BEL)      | DNF-5            |
| 68               | John Degenkolb (GER)     | 10è              |

| Total Direct Énergie TDE | Total Direct Énergie TDE | Total Direct Énergie TDE |
| ------------------------ | ------------------------ | ------------------------ |
| Núm                      | Ciclista                 | Pos                      |
| 71                       | Niki Terpstra (NED)      | 34è                      |
| 72                       | Romain Cardis (FRA)      | 49è                      |
| 73                       | Damien Gaudin (FRA)      | DNF-5                    |
| 74                       | Pim Ligthart (NED)       | 66è                      |
| 75                       | Lorrenzo Manzin (FRA)    | DNF-5                    |
| 76                       | Adrien Petit (FRA)       | 87è                      |
| 77                       | Dries Van Gestel (BEL)   | 45è                      |

| Astana AST | Astana AST               | Astana AST |
| ---------- | ------------------------ | ---------- |
| Núm        | Ciclista                 | Pos        |
| 81         | Laurens De Vreese (BEL)  | DNF-5      |
| 83         | Danil Fominikh (KAZ)     | DNF-5      |
| 84         | Ievgueni Guiditx (KAZ)   | DNF-5      |
| 85         | Dmitri Grúzdev (KAZ)     | DNF-5      |
| 86         | Davide Martinelli (ITA)  | DNF-5      |
| 88         | Hernando Bohórquez (COL) | DNF-5      |

| Israel Start-Up Nation ISN | Israel Start-Up Nation ISN | Israel Start-Up Nation ISN |
| -------------------------- | -------------------------- | -------------------------- |
| Núm                        | Ciclista                   | Pos                        |
| 92                         | Jenthe Biermans (BEL)      | NP-3                       |
| 93                         | Guillaume Boivin (CAN)     | 84è                        |
| 94                         | Itamar Einhorn (ISR)       | DNF-5                      |
| 95                         | Mihkel Räim (EST)          | DNF-5                      |
| 96                         | Travis McCabe (USA)        | DNF-5                      |
| 97                         | Mads Würtz Schmidt (DEN)   | DNF-5                      |
| 99                         | Nils Politt (GER)          | 19è                        |

| UAE Team Emirates UAD | UAE Team Emirates UAD          | UAE Team Emirates UAD |
| --------------------- | ------------------------------ | --------------------- |
| Núm                   | Ciclista                       | Pos                   |
| 101                   | Jasper Philipsen (BEL)         | 13è                   |
| 102                   | Sven Erik Bystrøm (NOR) (ruta) | 68è                   |
| 103                   | Alessandro Covi (ITA)          | 54è                   |
| 104                   | Ivo Oliveira (POR) (crono)     | DNF-5                 |
| 105                   | Rui Oliveira (POR)             | 92è                   |
| 106                   | Tom Bohli (SUI)                | DNF-5                 |
| 107                   | Aliaksandr Rabuixenka (BLR)    | 40è                   |

| EF Pro Cycling EF1 | EF Pro Cycling EF1        | EF Pro Cycling EF1 |
| ------------------ | ------------------------- | ------------------ |
| Núm                | Ciclista                  | Pos                |
| 111                | Sep Vanmarcke (BEL)       | 32è                |
| 112                | Stefan Bissegger (SUI)    | 12è                |
| 113                | Sebastian Langeveld (NED) | 41è                |
| 114                | Logan Owen (USA)          | DNF-5              |
| 115                | Jonas Rutsch (GER)        | 72è                |
| 116                | Thomas Scully (NZL)       | DNF-5              |
| 117                | Julius van den Berg (NED) | 86è                |

| Bahrain McLaren TBM | Bahrain McLaren TBM       | Bahrain McLaren TBM |
| ------------------- | ------------------------- | ------------------- |
| Núm                 | Ciclista                  | Pos                 |
| 121                 | Mark Cavendish (GBR)      | DNF-5               |
| 122                 | Sonny Colbrelli (ITA)     | 6è                  |
| 123                 | Iván García Cortina (ESP) | 25è                 |
| 124                 | Luka Pibernik (SLO)       | DNF-5               |
| 125                 | Heinrich Haussler (AUS)   | NP-5                |
| 126                 | Marcel Sieberg (GER)      | DNF-5               |
| 127                 | Fred Wright (GBR)         | NP-3                |

| Groupama-FDJ GFC | Groupama-FDJ GFC           | Groupama-FDJ GFC |
| ---------------- | -------------------------- | ---------------- |
| Núm              | Ciclista                   | Pos              |
| 131              | Stefan Küng (SUI) (crono)  | 3r               |
| 132              | Alexys Brunel (FRA)        | DNF-3            |
| 133              | Kevin Geniets (LUX) (ruta) | 37è              |
| 136              | Fabian Lienhard (SUI)      | 62è              |
| 137              | Tobias Ludvigsson (SWE)    | 69è              |
| 138              | Léo Vincent (FRA)          | DNF-5            |

| Cofidis COF | Cofidis COF              | Cofidis COF |
| ----------- | ------------------------ | ----------- |
| Núm         | Ciclista                 | Pos         |
| 141         | Christophe Laporte (FRA) | 31è         |
| 142         | Dimitri Claeys (BEL)     | 42è         |
| 143         | Cyril Lemoine (FRA)      | 48è         |
| 144         | Emmanuel Morin (FRA)     | DNF-5       |
| 145         | Damien Touzé (FRA)       | DNF-5       |
| 146         | Piet Allegaert (BEL)     | 43è         |
| 147         | Julien Vermote (BEL)     | 50è         |

| Mitchelton-Scott MTS | Mitchelton-Scott MTS         | Mitchelton-Scott MTS |
| -------------------- | ---------------------------- | -------------------- |
| Núm                  | Ciclista                     | Pos                  |
| 151                  | Dion Smith (NZL)             | 57è                  |
| 152                  | Kaden Groves (AUS)           | DNF-5                |
| 153                  | Alexander Konychev (ITA)     | 91è                  |
| 154                  | Luke Durbridge (AUS) (crono) | 85è                  |
| 155                  | Callum Scotson (AUS)         | 63è                  |
| 156                  | Alexander Edmondson (AUS)    | DNF-5                |
| 157                  | Robert Stannard (AUS)        | 80è                  |

| NTT Pro Cycling NTT | NTT Pro Cycling NTT               | NTT Pro Cycling NTT |
| ------------------- | --------------------------------- | ------------------- |
| Núm                 | Ciclista                          | Pos                 |
| 162                 | Michael Gogl (AUT)                | 56è                 |
| 163                 | Edvald Boasson Hagen (NOR)        | 58è                 |
| 164                 | Reinardt Janse van Rensburg (RSA) | 36è                 |
| 165                 | Nicholas Dlamini (RSA)            | DNF-5               |
| 166                 | Rasmus Tiller (NOR)               | 94è                 |
| 167                 | Max Walscheid (GER)               | 16è                 |
| 169                 | Jay Robert Thomson (RSA)          | DNF-5               |

| Ineos Grenadiers IGD | Ineos Grenadiers IGD        | Ineos Grenadiers IGD |
| -------------------- | --------------------------- | -------------------- |
| Núm                  | Ciclista                    | Pos                  |
| 171                  | Christopher Lawless (GBR)   | DNF-5                |
| 172                  | Owain Doull (GBR)           | 14è                  |
| 174                  | Christian Knees (GER)       | 55è                  |
| 175                  | Leonardo Basso (ITA)        | 89è                  |
| 176                  | Brandon Rivera (COL)        | 51è                  |
| 177                  | Carlos Rodríguez Cano (ESP) | 53è                  |

| Circus-Wanty Gobert CWG | Circus-Wanty Gobert CWG    | Circus-Wanty Gobert CWG |
| ----------------------- | -------------------------- | ----------------------- |
| Núm                     | Ciclista                   | Pos                     |
| 181                     | Pieter Vanspeybrouck (BEL) | DNF-5                   |
| 182                     | Aimé De Gendt (BEL)        | 81è                     |
| 183                     | Timothy Dupont (BEL)       | NP-4                    |
| 184                     | Xandro Meurisse (BEL)      | 47è                     |
| 186                     | Danny van Poppel (NED)     | 30è                     |
| 187                     | Andrea Pasqualon (ITA)     | 15è                     |
| 190                     | Wesley Kreder (NED)        | DNF-5                   |

| Team Sunweb SUN | Team Sunweb SUN              | Team Sunweb SUN |
| --------------- | ---------------------------- | --------------- |
| Núm             | Ciclista                     | Pos             |
| 191             | Søren Kragh Andersen (DEN)   | 2n              |
| 192             | Nils Eekhoff (NED)           | 70è             |
| 193             | Max Kanter (GER)             | DNF-5           |
| 194             | Asbjørn Kragh Andersen (DEN) | NP-1            |
| 195             | Alberto Dainese (ITA)        | DNF-5           |
| 196             | Martin Salmon (GER)          | DNF-5           |
| 197             | Jasha Sütterlin (GER)        | 21è             |

| Trek-Segafredo TFS | Trek-Segafredo TFS      | Trek-Segafredo TFS |
| ------------------ | ----------------------- | ------------------ |
| Núm                | Ciclista                | Pos                |
| 201                | Mads Pedersen (DEN)     | 5è                 |
| 202                | Alex Kirsch (LUX)       | 74è                |
| 203                | Emīls Liepiņš (LAT)     | DNF-5              |
| 204                | Matteo Moschetti (ITA)  | DNF-5              |
| 205                | Ryan Mullen (IRL)       | 73è                |
| 206                | Charlie Quaterman (GBR) | DNF-5              |
| 207                | Koen de Kort (NED)      | DNF-5              |

| Sport Vlaanderen-Baloise SVB | Sport Vlaanderen-Baloise SVB | Sport Vlaanderen-Baloise SVB |
| ---------------------------- | ---------------------------- | ---------------------------- |
| Núm                          | Ciclista                     | Pos                          |
| 211                          | Amaury Capiot (BEL)          | 28è                          |
| 212                          | Cedric Beullens (BEL)        | 33è                          |
| 213                          | Sasha Weemaes (BEL)          | DNF-5                        |
| 214                          | Milan Menten (BEL)           | DNF-5                        |
| 216                          | Kenneth Van Rooy (BEL)       | 79è                          |
| 217                          | Thimo Willems (BEL)          | NP-3                         |
| 219                          | Gilles De Wilde (BEL)        | NP-3                         |

| Movistar Team MOV | Movistar Team MOV                 | Movistar Team MOV |
| ----------------- | --------------------------------- | ----------------- |
| Núm               | Ciclista                          | Pos               |
| 221               | Jürgen Roelandts (BEL)            | DNF-5             |
| 222               | Johan Jacobs (SUI)                | 22è               |
| 223               | Mathias Norsgaard Jørgensen (DEN) | DNF-5             |
| 224               | Juri Hollmann (GER)               | 35è               |
| 225               | Lluís Mas Bonet (ESP)             | DNF-5             |

| Bingoal-Wallonie Bruxelles WVA | Bingoal-Wallonie Bruxelles WVA | Bingoal-Wallonie Bruxelles WVA |
| ------------------------------ | ------------------------------ | ------------------------------ |
| Núm                            | Ciclista                       | Pos                            |
| 231                            | Baptiste Planckaert (BEL)      | DNF-5                          |
| 232                            | Aksel Nõmmela (EST)            | DNF-5                          |
| 233                            | Tom Wirtgen (LUX)              | 75è                            |
| 234                            | Ludovic Robeet (BEL)           | 52è                            |
| 235                            | Sean De Bie (BEL)              | DNF-5                          |
| 236                            | Joel Suter (SUI)               | DNF-5                          |
| 237                            | Lionel Taminiaux (BEL)         | DNF-5                          |